# Вайс, Йозеф (химик)
Йозеф Вайсс (нем. Joseph Weiss, в британский период Джозеф Джошуа Вейс, англ. Joseph Joshua Weiss; 30 августа 1905, Вена — 9 апреля 1972, Ньюкасл-апон-Тайн) — австрийско-британский химик.

## Биография
Окончил факультет технической химии Венской высшей технической школы (1928), в том же году под руководством Эмиля Абеля защитил диссертацию «Кинетика оксидации азотной кислоты». Затем на протяжении трёх лет преподавал химию в Текстильном институте в Зорау (ныне Жары, Польша). 
В 1930 г. поступил ассистентом к Фрицу Габеру в берлинский Институт физической химии. 
В 1931 г. вместе со своим наставником описал цепную реакцию, получившую название Реакции Габера-Вейса. 
В 1933 г. с приходом к власти нацистов был уволен из института в связи с еврейским происхождением и эмигрировал в Великобританию, где и прожил всю оставшуюся жизнь. Работал в Кембриджском университете (1933—1934), Лондонском университетском колледже (1934—1937), Даремском университете (1937—1939). 
С началом Второй мировой войны был интернирован как гражданин Австрии. После освобождения преподавал в Ньюкаслском университете, с 1956 г. профессор. 
В 1970 г. вышел на пенсию.
Основные работы Вайсса — в области физической химии, фотохимии, радиобиологии. В 1960 г. ему была присуждена почётная докторская степень Берлинского технического университета, в 1970 г. он был награждён медалью Мари Кюри.